# Мадонна с благословляющим Младенцем
«Мадонна с благословляющим Младенцем» (итал. La Madonna col Bambino benedicente), или «Мадонна с большим пальцем» (итал. Madonna del pollice) — картина выдающегося итальянского живописца венецианской школы периода кватроченто Джованни Беллини, на которой изображена Дева Мария со стоящим Младенцем, вознёсшим правую руку для благословения, а левой рукой держащим Мать за большой палец. Произведение создано между 1475 и 1479 годами и представляет собой живопись темперой на дереве, доске размером 79×63 см. В настоящее время хранится в Галерее Академии в Венеции.
Вначале картина находилась в кабинете магистрата Монте Нуовиссимо (Magistrato del Monte Nuovissimo) в Палаццо деи Камерленги, затем в Городской пинакотеке.

## Композицияииконография
На переднем плане картины на тёмном фоне изображены Дева Мария и младенец Иисус. Мадонна изображена по пояс, обнимающей и поддерживающей босого Младенца, который стоит, слегка наклонившись вправо, на постаменте. Взгляды Матери и Младенца направлены в разные стороны. Большой палец левой руки Девы поднят вверх. Дитя сжимает палец Матери левой рукой, а правой рукой, наполовину поднятой, благословляет.
Дева Мария одета тёмно-синий плащ с золотым кантом, покрывающий также голову, белый плат и красную тунику. Младенец показан в зелёной рубашке с вышивкой вокруг шеи и пуговицами на застёжке. Он подпоясан шнурком под грудь и покрыт золотисто-жёлтой накидкой.